# 伊帕泰萊鄉
46°55′N 27°25′E / 46.917°N 27.417°E
伊帕泰萊鄉（羅馬尼亞語：Comuna Ipatele, Iași），是羅馬尼亞的鄉份，位於該國東北部，由雅西縣負責管轄，面積47平方公里，海拔高度247米，2007年人口2,060，人口密度每平方公里44人。